# ماروتا (اسقف)
ماروتا یا ماروثای میافارقینی کشیش سوری بود که به مقام اسقف میافارقین در بین‌النهرین بین سال‌های ۳۹۹ تا ۴۱۰ منصوب گشت. به عقیده عموم او قبل از ۴۲۰ میلادی درگذشته است. او توسط کاتولیک‌ها، ارتدوکس‌های یونانی و قبطی‌ها به عنوان «مقدس» (Saint) تکریم می‌شود و در ۴ دسامبر، به نام او ضیافت به پا داشته می‌شود.
او از دوستان جان کریسوستوم بود و به عنوان سفیر بین امپراتوری بیزانس و ساسانی، نقش ایفا می‌کرد.
آثار او عبارتند از:
- اعمال شهدای ایرانی (یادنامه اعمال کسانی است که قربانی سیاست‌های آزار و شکنجه در دوران شاپور دوم و یزدگرد یکم قرار گرفتند)
- تاریخ شورای نیقیه
- ترجمه سریانی از تصویب‌نامه‌های شورای نیقیه
- آداب پرستش سریانی یا آنافورا
- تفسیرهایی بر انجیل
- اعمال شورای سلوکی-تیسفون (۲۶ آئین جعلی از شورای کلیسایی (Synod) که تا ۴۱۰ میلادی پابرجا بود)